# Pristomerus rivalis
Pristomerus rivalis là một loài tò vò trong họ Ichneumonidae.